# Institut hongrois de sécurité sociale
L'Institut hongrois de sécurité sociale (en hongrois : Országos Társadalombiztosító Intézet) est un édifice situé dans le 8e arrondissement de Budapest.